# Abbecourt
Abbecourt är en kommun i departementet Oise i regionen Hauts-de-France i norra Frankrike. Kommunen ligger i kantonen Noailles som tillhör arrondissementet Beauvais. År 2022 hade Abbecourt 861 invånare.

## Befolkningsutveckling
Antalet invånare i kommunen Abbecourt
| Referens: INSEE |